# Андреас Майслингер
Андреас Майслингер (на немски: Andreas Maislinger) е австрийски историк и политолог, основател на Австрийската мемориална служба в памет на жертвите от Холокоста.

## Биография
Роден е на 26 февруари 1955 г. в Санкт Георген (Австрия). Изучава история и политология в Залцбург, Виена, Франкфурт на Майн, Берлин и Осло. През 1980 година става доктор на философските науки с дисертация на тема „Проблемите на австрийската отбранителна политика“.
Работи последователно като доброволец в акции за отбелязване на престъпленията от Втората световна война, умиротворителна служба в Берлин и в музея Аушвиц–Биркенау.
От 1982 до 1991 г. Андреас Майслингер взема участие в различни проекти на Института по политология в Инсбрук, университета в Нови Орлеан, Хумболтовия университет в Берлин и Еврейския университет в Йерусалим.
От 1992 г. Майслингер е научен ръководител на ежегодните срещи в Браунау на Ин. През 2000 г. той прави предложение в рождената къща на Адолф Хитлер да се изгради Дом на отговорността.